# Nederländska cupen 2019/2020 (volleyboll, damer)
Nederländska cupen 2019–2020 i volleyboll för damer var den 47:e upplagan av tävlingen och spelades fram till och med 16 februari 2020. Sliedrecht Sport vann tävlingen för femte gången (tredje i rad) genom att besegra VCN i finalen.

## Turneringen

### Åttondelsfinaler
| 23 november 2019 Landstede Sportcentrum, Zwolle Speltid: ? - Åskådare: ?           | VC Zwolle         | 3 - 2 | VV Set-Up'65     | 25-23, 16-25, 24-26, 29-27, 15-8 |
| 24 november 2019 Sporthal Mheenpark, Apeldoorn Speltid: ? - Åskådare: ?            | Dynamo Apeldoorn  | 0 - 3 | VC Sneek         | 23-25, 29-31, 21-25              |
| 23 november 2019 Oostgaarde, Capelle aan den IJssel Speltid: ? - Åskådare: ?       | VCN               | 3 - 2 | VoCASA           | 25-22, 17-25, 30-28, 25-12       |
| 23 november 2019 Dikkenshal, Wierden Speltid: ? - Åskådare: ?                      | WVC Volley        | 0 - 3 | Team Eurosped    | 13-25, 16-25, 12-25              |
| 24 november 2019 Optisport Sportcentrum Pica Mare, Gennep Speltid: ? - Åskådare: ? | VV Flamingo's '56 | 3 - 0 | VV Peelpush      | 25-18, 25-18, 25-15              |
| 23 november 2019 de Veste, Borne Speltid: ? - Åskådare: ?                          | Apollo 8          | 3 - 0 | VV Alterno       | 25-13, 25-13, 25-23              |
| 23 november 2019 ?, Groningen Speltid: ? - Åskådare: ?                             | GSVV Veracles     | 3 - 1 | VV Alterno 2     | 25-23, 19-25, 25-13, 25-16       |
| 21 november 2019 Galgenwaard Sportcentrum, Utrecht Speltid: ? - Åskådare: ?        | VV Utrecht        | 0 - 3 | Sliedrecht Sport | 12-25, 15-25, 14-25              |

### Kvartsfinaler
| 21 december 2019 Landstede Sportcentrum, Zwolle Speltid: ? - Åskådare: ?           | VC Zwolle         | 0 - 3 | VC Sneek         | 24-26, 22-25, 24-26        |
| 21 december 2019 Oostgaarde, Capelle aan den IJssel Speltid: ? - Åskådare: ?       | VCN               | 3 - 0 | Team Eurosped    | 25-23, 25-22, 25-22        |
| 21 december 2019 Optisport Sportcentrum Pica Mare, Gennep Speltid: ? - Åskådare: ? | VV Flamingo's '56 | 1 - 3 | Apollo 8         | 25-19, 14-25, 17-25, 20-25 |
| 21 december 2019 ?, Groningen Speltid: ? - Åskådare: ?                             | GSVV Veracles     | 0 - 3 | Sliedrecht Sport | 15-25, 14-25, 15-25        |

### Semifinaler
| 15 januari 2020 Oostgaarde, Capelle aan den IJssel Speltid: ? - Åskådare: ? | VCN      | 3 - 2 | VC Sneek         | 17-25, 21-25, 25-14, 25-18, 15-11 |
| 15 januari 2020 de Veste, Borne Speltid: ? - Åskådare: ?                    | Apollo 8 | 2 - 3 | Sliedrecht Sport | 25-23, 24-26, 20-25, 25-13, 14-16 |

### Final
| 16 februari 2020 Maaspoort, 's-Hertogenbosch Speltid: ? - Åskådare: ? | VCN | 0 - 3 | Sliedrecht Sport | 14-25, 31-33, 14-25 |